# Diphyus fossorius
Diphyus fossorius là một loài tò vò trong họ Ichneumonidae.